# Safa Al Hashem
Safa Al Hashem, née le 14 avril 1964 à Koweït, est une femme politique koweitienne. 
Elle est la seule femme membre de l'Assemblée nationale du Koweït, et la seule à avoir été élue au parlement du Koweït après que les femmes aient retrouvé en 2005 le droit de voter et de se présenter aux élections.

## Biographie

### Formation
Née à Koweït en 1964, Safa Al Hashem obtient un diplôme en littérature anglaise de l'université du Koweït et un MBA de l'université d'État de Pennsylvanie. Elle est également titulaire d'un diplôme de formation des cadres supérieurs de la Harvard Business School. En 2011, elle obtient un doctorat honoris causa de l'American University of Technology.

### Carrière professionnelle
Avant d'entrer en politique, Safa Al Hashem travaille pour le gouvernement au ministère de l'Enseignement supérieur. Elle travaille ensuite dans diverses entreprises privées en association avec PIC, PWC et le groupe KIPCO. Safa Al Hashem lance ensuite le cabinet Advantage Consulting en partenariat avec KIPCO et la Gulf One Investment Bank du Bahreïn.

### Politique, députée
En politique, Safa Al Hashem se présente pour la première fois aux élections législatives koweïtiennes de la 3e circonscription électorale en février 2012 et la remporte. Après la dissolution de l'assemblée parlementaire, Safa Hashem se représente dans la même circonscription aux élections de décembre 2012 et la remporte de nouveau. Lors de la session parlementaire de 2012, elle est rapporteuse de la commission des affaires économiques et financières, ainsi que membre de la commission pour la réponse à l'Amiri Address et de celle des affaires étrangères.
Elle remporte successivement les élections en 2012 avec 2 622 voix, en 2013 avec 2 036 voix et en 2016 avec 3 273 voix.
Safa Al Hashem est connue pour ses commentaires populistes contre les étrangers vivant au Koweït, notamment en recommandant que les étrangers ne soient pas autorisés à obtenir un permis de conduire et soient taxés pour marcher dans les rues.
En avril 2017, lors d'une réunion du comité des phénomènes négatifs, le député Mohammed Hayef, président du comité, refuse de s'asseoir à côté d'elle car elle porte du parfum, il se base sur la charia pour ce refus.

## Récompenses
- Femme d'affaires de l'année 2009[9].
- 2007 Femme PDG de l'année - PDG Moyen-Orient[10].